# أنا عشقت (مسلسل)
انا عشقت هو مسلسل تلفزيوني مصري عرض في 2014 - 1435 هـ من بطولة أمير كرارة وداليا مصطفى.

## ملخص القصة
بعد أن يسافر حبيبها "حسن" في القطار، يتجمد جسد "ورد" على محطة القطار في وضع الوقوف، ولا يظهر ما يدل أنها مازالت على قيد الحياة، سوى قلبها الذي لم يتوقف عن النبض. يتعاطف معها طبيب شاب من قاطني المدينة نفسها، ويتوجه في رحلة إلى مدينة القاهرة بحثًا عن "حسن" على أمل أن يساعد "ورد" لكي تفيق من سباتها. تكشف له هذه الرحلة عن الكثير مما غمض من أمر "حسن".

## بطولة
| - أمير كرارة: حسن الرشيدي - داليا مصطفى: ورد - منذر رياحنة: دكتور علي - أحمد زاهر: أكرم البدري - نجلاء بدر: ذكره - هالة فاخر: أم حسن - إدوارد: عبد المعطى - أحمد صلاح حسني: عزوز - رحمة حسن: نادية | - أحمد صيام: - أشرف ذكى: - طارق النهري: رشيدى |